# Lišaj smrtihlav
Lišaj smrtihlav (Acherontia atropos) je velký a nápadný motýl z čeledi lišajovitých, jeden z největších motýlů České republiky a Evropy vůbec.
Díky kresbě na hrudi, připomínající umrlčí lebku, je bezesporu nejznámějším lišajem – zejména v minulosti pověrčiví lidé věřili, že smrtihlav (který, podobně jako jiní lišajové, v noci přilétá k umělým zdrojům světla) je znamením neštěstí.

## Rozšíření
Vyskytuje se především v jižní Evropě, severní Africe a přední Asii, kde je domácím druhem. Jedná se nicméně o tažného motýla, a tak lze jednotlivé migrující kusy nalézt až v jižním Švédsku či v Indii.
Podle některých zdrojů se vyskytuje také na Madagaskaru.
V ČR se lze setkat s migrujícími jedinci, kteří se vzácně usazují v teplejších částech republiky. Intenzita výskytu je přitom vázaná na dostatečně teplé počasí na migrační trase, zejména pak v jižní Evropě.

## Popis

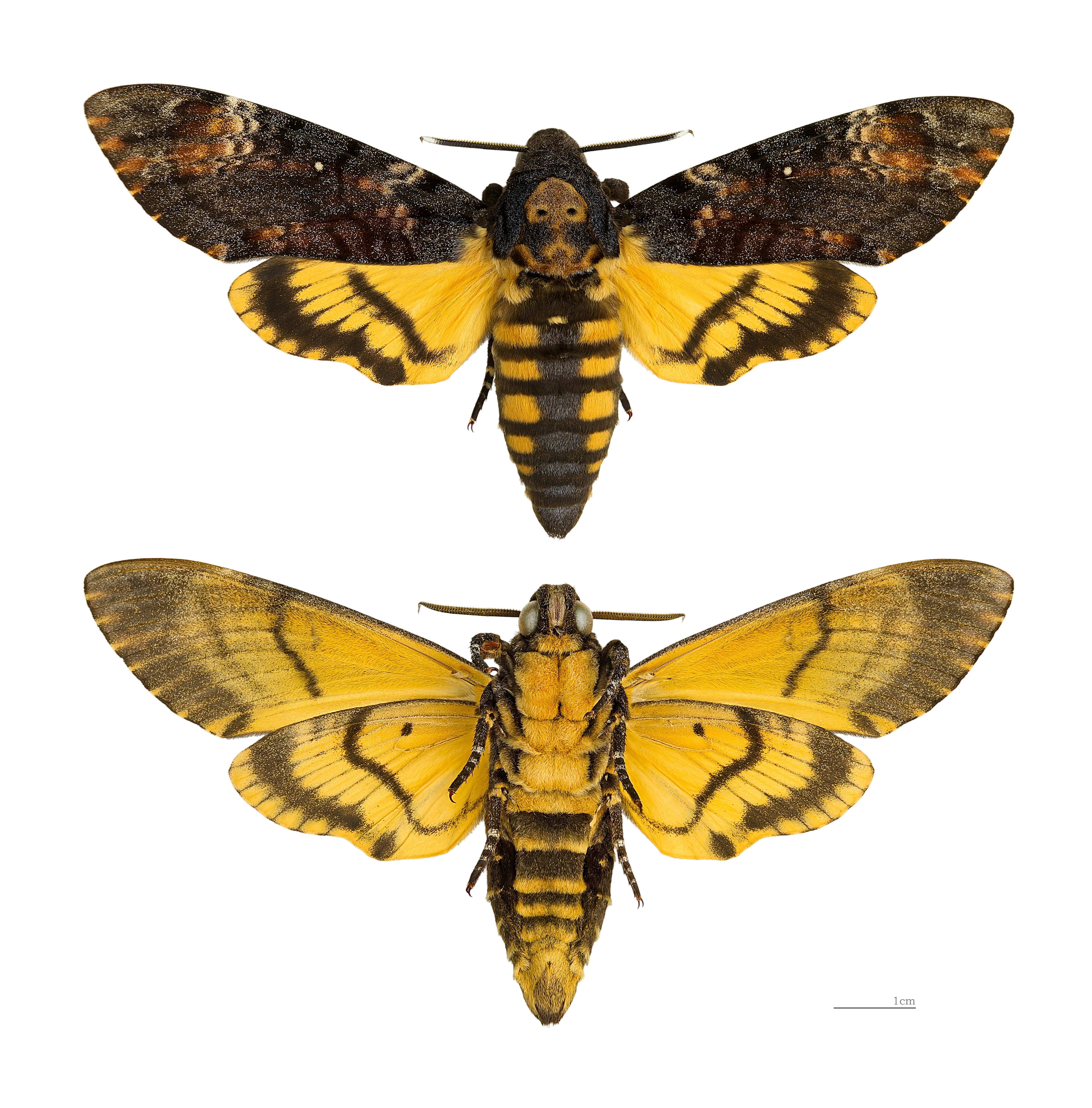
Sbírkový exemplář (samice)
(svrchní a spodní pohled)

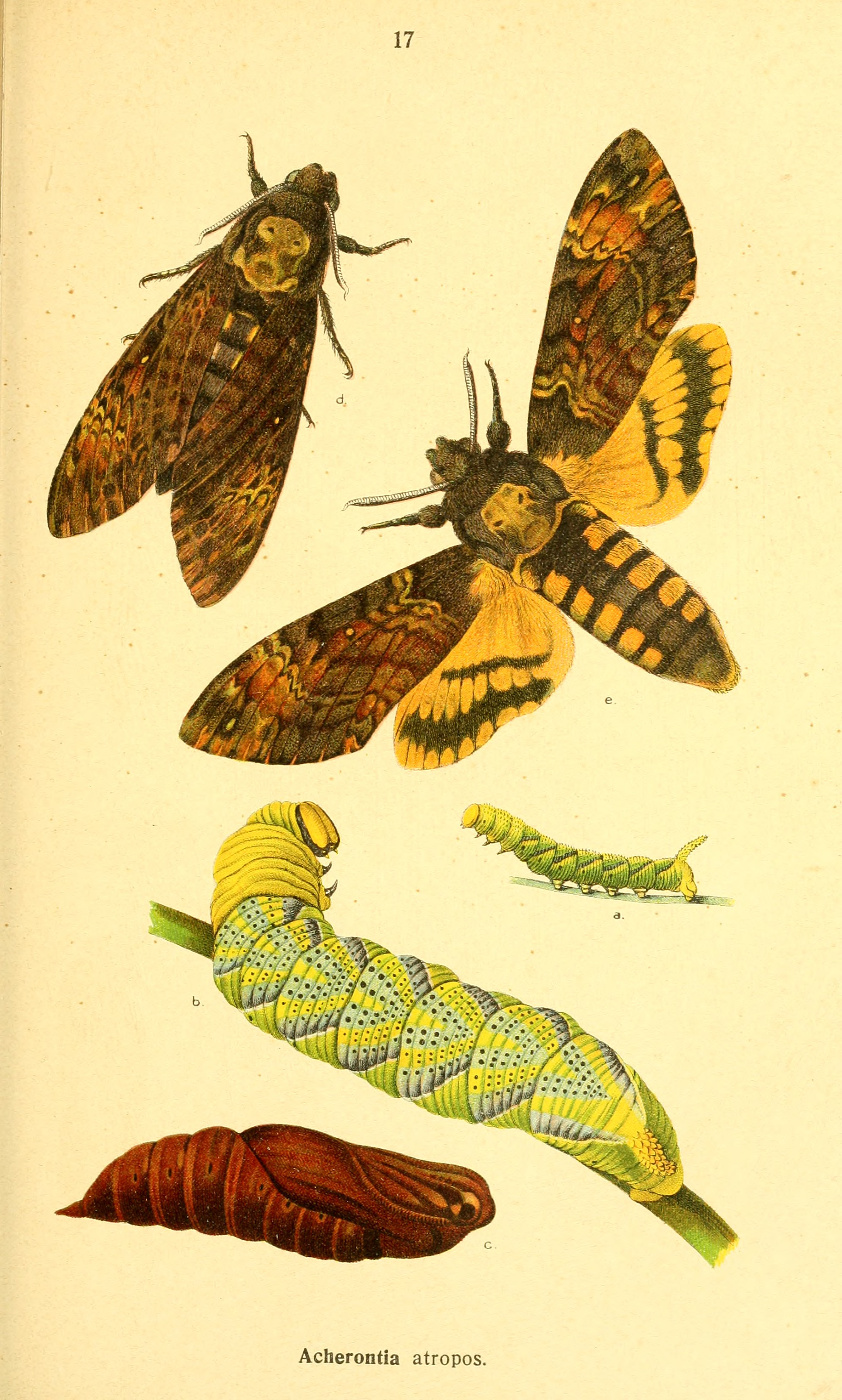
Ilustrace z knihy Karla Ecksteina (1913)

Při délce předního křídla 45–65 mm patří lišaj smrtihlav k největším lišajům vůbec. Přední křídla jsou černošedá s jemnými hnědými skvrnami a vlnkami, zadní křídla jsou hlínově žlutá se dvěma příčnými tmavohnědými páskami, z nichž vnější je širší. Na tmavé hrudi vyniká světlá kresba, která může svým tvarem připomínat umrlčí lebku. Zadeček je po stranách žlutý, středem se táhne tmavohnědý pruh a na každém článku je příčný tmavý proužek. Tykadla jsou krátká a tmavá se světlými, háčkovitými konečky. Sosák je krátký a tuhý.
Vajíčka jsou žlutozelená, hladká.
Housenky jsou relativně pestré, mohou se vyskytovat ve třech barevných formách – převládající barvou je buď žlutá, modrozelená nebo hnědá. Po stranách hlavy mají šikmé tmavé pruhy, které pokračují také na bocích článků těla. Hřbet housenky je modročerně kropenatý. Na posledním článku se nachází esovitě prohnutý růžek, který je zrnitý až trnitý.
Kukla je rudohnědá a lesklá, asi 6 centimetrů dlouhá.

## Bionomie
Oplodněné samičky první generace přilétají do ČR v květnu a červnu, a kladou vajíčka na živné rostliny. V září a říjnu se pak líhnou motýli generace druhé, kteří jsou neplodní a dále se nemnoží. Přes den motýli odpočívají na kmenech stromů, sloupech či budovách, v noci létají. Lišaj smrtihlav je vynikající letec, dosahující rychlosti i více než 50 km/h.
Dospělci se živí olizováním mízy stromů a sáním nektaru z květů, dobře zdokumentována je ale také jejich záliba v medu, pro který jsou ochotni zalézat do včelích úlů, kde sosákem nabodávají zavíčkované buňky s medem a sají jejich obsah. Podle mnoha knižních zdrojů má při tom smrtihlav často přijít o život, existuje však také výzkum z roku 1991, který uvádí, že motýl je schopen včely ošálit napodobováním jejich pachu, a k napadání tedy nedochází.
Při vyrušení či ohrožení vydávají dospělci krátké pisklavé zvuky.
Z nakladených vajíček se po 10–12 dnech líhnou housenky. Živí se listy lilkovitých rostlin; ve středoevropských podmínkách je to nejčastěji nať brambor, dále pak rajče, kustovnice cizí, rulík zlomocný a také tabák. Na živných rostlinách se housenky vyskytují jednotlivě. Vývoj housenek trvá v našich podmínkách 40 až 60 dní v období od června do srpna. V konečné fázi vývoje mohou být 12–15 cm dlouhé, a tlusté jako lidský palec. Podobně jako dospělec, také housenka je schopna vydávat varovné zvuky při ohrožení či kontaktu – vrže kusadly.
Před kuklením se housenky zahrabávají do země 15–40 cm hluboko a vytvářejí si prostornou dutinu, ve které se kuklí. Pokud se kukla nevylíhne ještě v létě, ve středoevropských podmínkách zpravidla nepřežije zimu – k přezimování dochází jen ve výjimečně mírných letech.

## Kulturní význam
- Ve filmu Mlčení jehňátek chová lišaje vrah Buffalo Bill a jejich kukly vkládá svým obětem do úst.
- Lišaj smrtihlav je častým námětem poštovních známek s tematikou motýlů.
- Píseň Daniela Landy Smrtihlav ze stejnojmenného alba se v textu opírá o lidové pověry o lišaji smrtihlavu.[7]

## Galerie

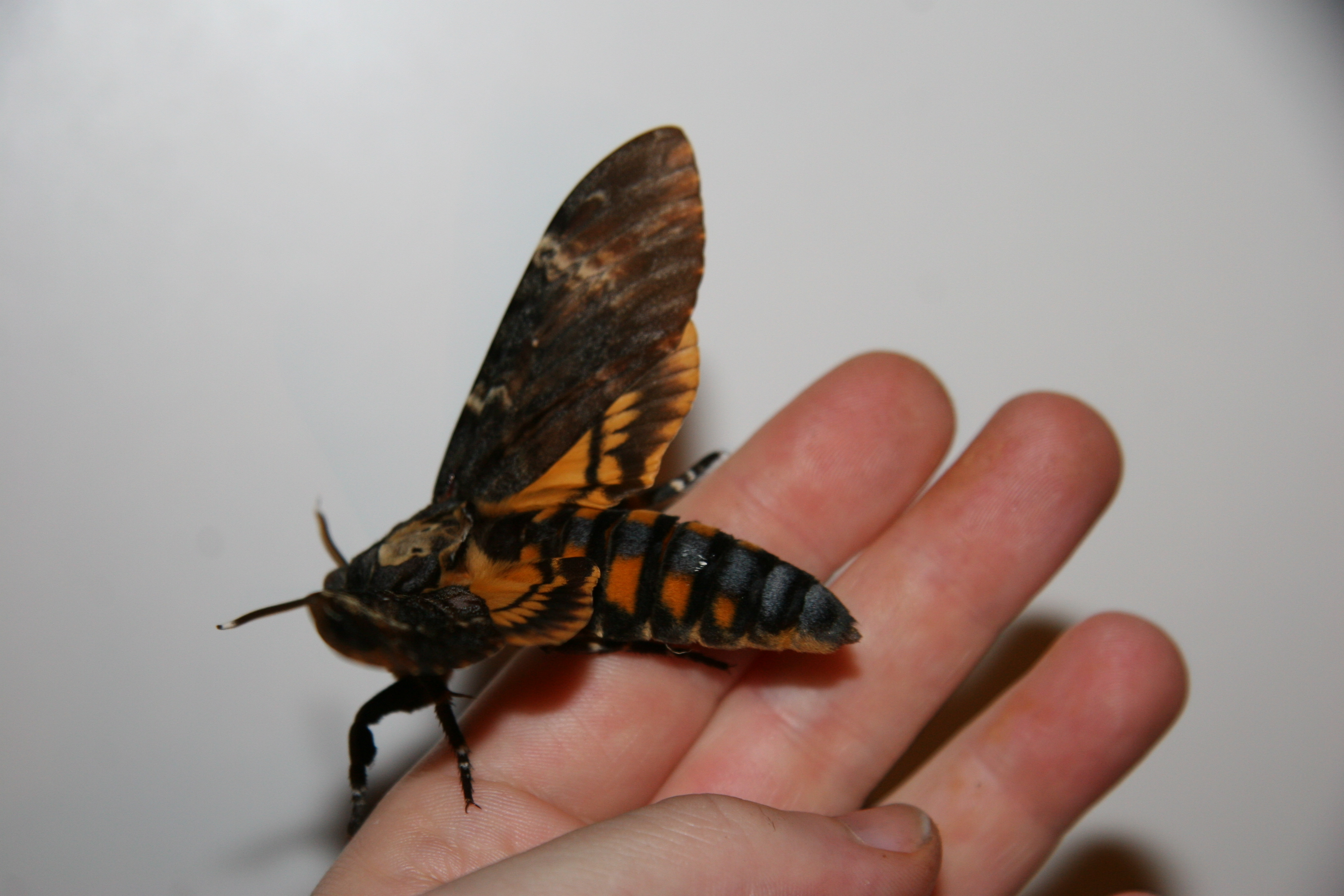
Srovnání velikosti motýla s lidskou rukou
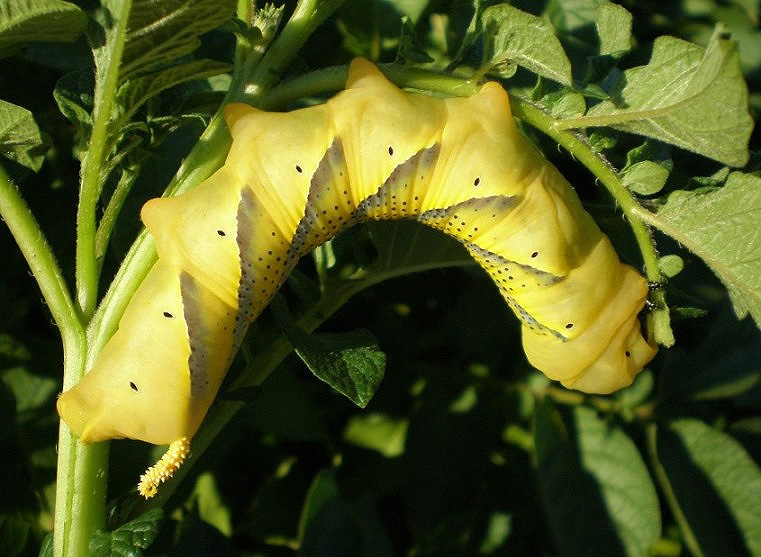
Housenka – žlutá forma
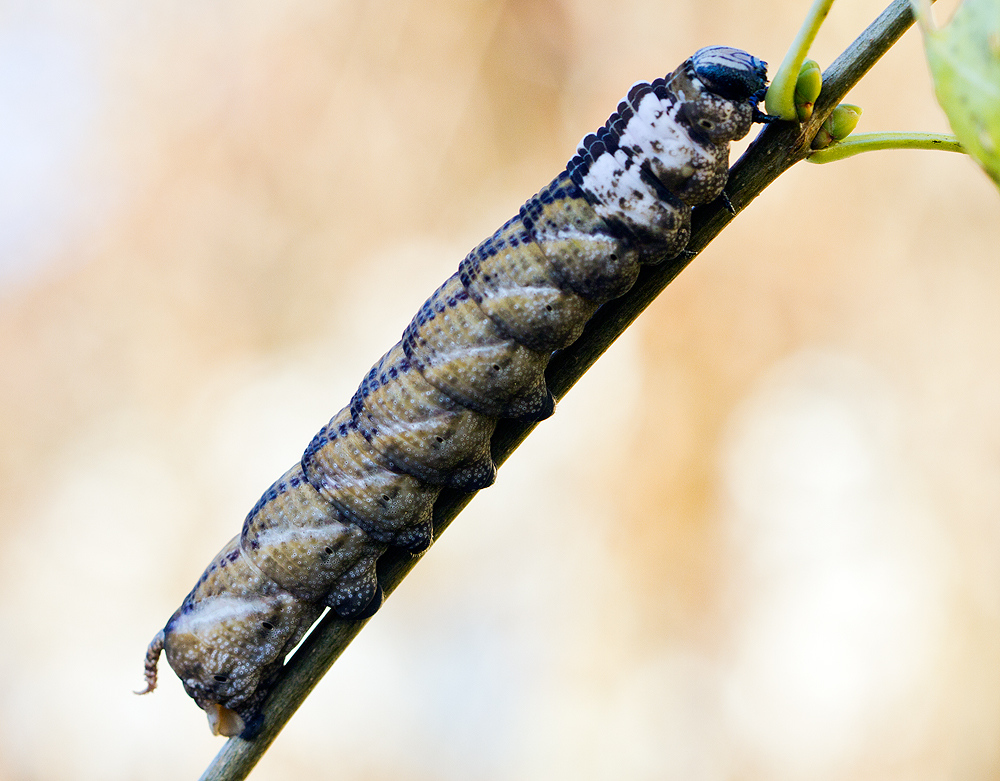
Housenka – hnědá forma
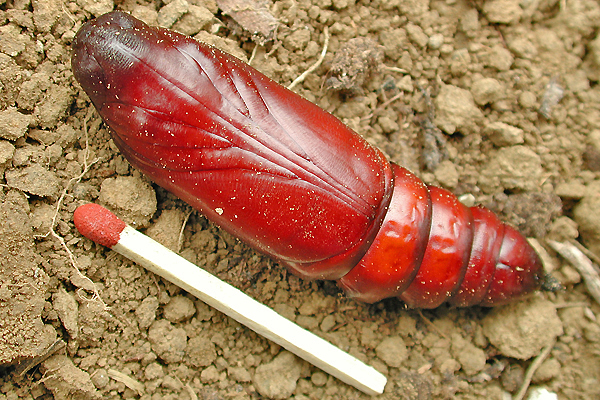
Kukla lišaje smrtihlava
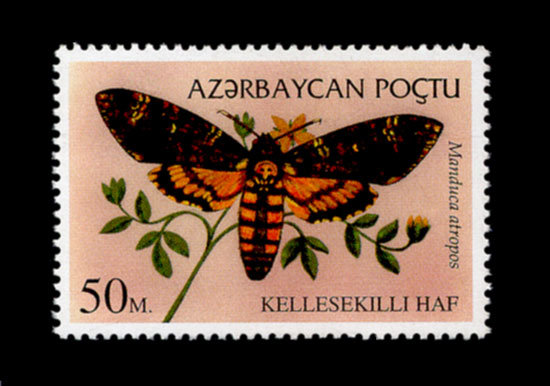
Ázerbájdžánská známka z roku 1995